# Élections législatives de 1889 dans la Vienne
Les élections législatives de 1889 ont eu lieu les 22 septembre et 6 octobre.

## Députés élus
|   | Circonscription | Député élu                             |  | Groupe parlementaire |
| - | --------------- | -------------------------------------- |  | -------------------- |
| 1 | Châtellerault   | Albert Nivert                          |  | Union des gauches    |
| 2 | Civray          | Gusman Serph                           |  | Union conservatrice  |
| 3 | Montmorillon    | Jean-Marie Georges Girard de Soubeyran |  | Appel au peuple      |
| 4 | Loudun          | Maurice Demarçay                       |  | Union des gauches    |
| 5 | 1re de Poitiers | Isidore Denizot                        |  | Union des gauches    |
| 6 | 2e de Poitiers  | Raymond Dupuytrem                      |  | Droite royaliste     |

## Résultats à l'échelle du département
| Partis         | Partis                     | Premier tour | Premier tour | Sièges |
| Partis         | Partis                     | Voix         | %            | Sièges |
| -------------- | -------------------------- | ------------ | ------------ | ------ |
|                | Monarchistes               | 43 366       | 56,96        | 3      |
|                | Républicains opportunistes | 31 446       | 41,30        | 3      |
|                | Radicaux-socialistes       | 698          | 0,92         | 0      |
|                | Radicaux                   | 625          | 0,82         | 0      |
|                |                            |              |              |        |
| Inscrits       | Inscrits                   | 102 250      | 100,00       | 6      |
| Votants        | Votants                    | 81 646       | 79,85        |        |
| Abstentions    | Abstentions                | 20 604       | 20,15        |        |
| Blancs et nuls | Blancs et nuls             | 5 511        | 6,75         |        |
| Exprimés       | Exprimés                   | 76 135       | 93,25        |        |

## Résultats par arrondissement

### Arrondissement de Châtellerault
| Candidat       | Candidat       | Parti                    | Premier tour | Premier tour |
| Candidat       | Candidat       | Parti                    | Voix         | %            |
| -------------- | -------------- | ------------------------ | ------------ | ------------ |
|                | Albert Nivert  | Républicain opportuniste | 8 086        | 50,55        |
|                | Adrien Creuzé  | Monarchiste              | 7 211        | 45,08        |
|                | Paul Garnier   | Radical-socialiste       | 698          | 4,36         |
|                |                |                          |              |              |
| Inscrits       | Inscrits       | Inscrits                 | 19 486       | 100,00       |
| Votants        | Votants        | Votants                  | 16 238       | 83,33        |
| Abstention     | Abstention     | Abstention               | 3 248        | 16,67        |
| Blancs et nuls | Blancs et nuls | Blancs et nuls           | 243          | 1,50         |
| Exprimés       | Exprimés       | Exprimés                 | 15 995       | 98,50        |

### Arrondissement de Civray
| Candidat       | Candidat       | Parti          | Premier tour | Premier tour |
| Candidat       | Candidat       | Parti          | Voix         | %            |
| -------------- | -------------- | -------------- | ------------ | ------------ |
|                | Gusman Serph   | Monarchiste    | 7 189        | 100,00       |
|                |                |                |              |              |
| Inscrits       | Inscrits       | Inscrits       | 15 403       | 100,00       |
| Votants        | Votants        | Votants        | 10 082       | 65,45        |
| Abstention     | Abstention     | Abstention     | 5 321        | 34,55        |
| Blancs et nuls | Blancs et nuls | Blancs et nuls | 2 893        | 28,69        |
| Exprimés       | Exprimés       | Exprimés       | 7 189        | 71,31        |

### Arrondissement de Loudun
| Candidat       | Candidat                               | Parti          | Premier tour | Premier tour |
| Candidat       | Candidat                               | Parti          | Voix         | %            |
| -------------- | -------------------------------------- | -------------- | ------------ | ------------ |
|                | Jean-Marie Georges Girard de Soubeyran | Monarchiste    | 5 485        | 100,00       |
|                |                                        |                |              |              |
| Inscrits       | Inscrits                               | Inscrits       | 10 699       | 100,00       |
| Votants        | Votants                                | Votants        | 7 387        | 69,04        |
| Abstention     | Abstention                             | Abstention     | 3 312        | 30,96        |
| Blancs et nuls | Blancs et nuls                         | Blancs et nuls | 1 902        | 25,75        |
| Exprimés       | Exprimés                               | Exprimés       | 5 485        | 74,25        |

### Arrondissement de Montmorillon
| Candidat       | Candidat            | Parti                    | Premier tour | Premier tour |
| Candidat       | Candidat            | Parti                    | Voix         | %            |
| -------------- | ------------------- | ------------------------ | ------------ | ------------ |
|                | Maurice Demarçay    | Républicain opportuniste | 8 861        | 52,24        |
|                | Robert de Beauchamp | Monarchiste              | 8 101        | 47,76        |
|                |                     |                          |              |              |
| Inscrits       | Inscrits            | Inscrits                 | 20 241       | 100,00       |
| Votants        | Votants             | Votants                  | 17 110       | 84,53        |
| Abstention     | Abstention          | Abstention               | 3 131        | 15,47        |
| Blancs et nuls | Blancs et nuls      | Blancs et nuls           | 148          | 0,86         |
| Exprimés       | Exprimés            | Exprimés                 | 16 962       | 99,14        |

### Arrondissement de Poitiers

#### 1recirconscription
| Candidat       | Candidat        | Parti                    | Premier tour | Premier tour |
| Candidat       | Candidat        | Parti                    | Voix         | %            |
| -------------- | --------------- | ------------------------ | ------------ | ------------ |
|                | Isidore Denizot | Républicain opportuniste | 6 985        | 51,04        |
|                | Félix Mousset   | Monarchiste              | 6 701        | 48,96        |
|                |                 |                          |              |              |
| Inscrits       | Inscrits        | Inscrits                 | 17 037       | 100,00       |
| Votants        | Votants         | Votants                  | 13 918       | 81,69        |
| Abstention     | Abstention      | Abstention               | 3 119        | 18,31        |
| Blancs et nuls | Blancs et nuls  | Blancs et nuls           | 232          | 1,67         |
| Exprimés       | Exprimés        | Exprimés                 | 13 686       | 98,33        |

#### 2ecirconscription
| Candidat       | Candidat          | Parti                    | Premier tour | Premier tour |
| Candidat       | Candidat          | Parti                    | Voix         | %            |
| -------------- | ----------------- | ------------------------ | ------------ | ------------ |
|                | Raymond Dupuytrem | Monarchiste              | 8 679        | 51,61        |
|                | Camille Bazille   | Républicain opportuniste | 7 514        | 44,68        |
|                | Pret              | Radical                  | 625          | 3,72         |
|                |                   |                          |              |              |
| Inscrits       | Inscrits          | Inscrits                 | 19 384       | 100,00       |
| Votants        | Votants           | Votants                  | 16 911       | 87,24        |
| Abstention     | Abstention        | Abstention               | 2 473        | 12,76        |
| Blancs et nuls | Blancs et nuls    | Blancs et nuls           | 93           | 0,55         |
| Exprimés       | Exprimés          | Exprimés                 | 16 818       | 99,45        |